# Дзвінкий твердопіднебінний африкат
Дзвінкий твердопіднебінний африкат — приголосний звук, що існує в деяких мовах. У Міжнародному фонетичному алфавіті представляється наступними символами: ⟨ɟ͡ʝ⟩ та ⟨ɟ͜ʝ⟩. Еквівалентний символ X-SAMPA — J\_j\. Інколи записується без риски, тобто як ⟨ɟʝ⟩ у МФА та J\j\ у X-SAMPA.
Є несибілянтним еквівалентом дзвінкий ясенно-твердопіднебінного африката.
Дзвінкий твердопіднебінний африкат існує, наприклад, в угорській та колтта-саамській мовах. Цей звук доволі рідкісний, його майже немає у європейських мовах (за виключенням уральських мов та албанської, також є як алофон у діалектах мов Іспанії). Зазвичай трапляється разом із подібним глухим звуком, глухим твердопіднебінним африкатом.

## Особливості
- Спосіб творення — несибілянтний африкат.
- Місце творення — твердопіднебінне, тобто він артикулюється середньою, або задньою спинкою язика на твердому піднебінні.
- Тип фонації — дзвінка, тобто голосові зв'язки вібрують від час вимови.
- Це ротовий приголосний, тобто повітря виходить крізь рот.

- Це центральний приголосний, тобто повітря проходить над центральною частиною язика, а не по боках.

- Механізм передачі повітря — егресивний легеневий, тобто під час артикуляції повітря виштовхується крізь голосовий тракт з легенів, а не з гортані, чи з рота.

## Поширення
| Мова            | Мова                           | Слово     | МФА          | Значення | Примітки |
| --------------- | ------------------------------ | --------- | ------------ | -------- | --- |
| Албанська       | Літературна                    | gjë       | [ɟ͡ʝə]        | 'річ'    | |
| Астурійська     | Західні діалекти               | muyyer    | [muˈɟ͡ʝeɾ]    | 'жінка'  | Альтернативний розвиток звуків -lj-, -c'l-, pl-, cl- та fl- у регіоні Браньяс-Вакейрас у західній Астурії. Також може вимовлятись як [c], [cç] |
| Макасарська     | Макасарська                    | jarang    | [ˈɟ͡ʝa.rãŋ]   | 'кінь'   | Відповідає фонемі /ɟ/. |
| Норвезька       | Центральні та західні діалекти | leggja    | [leɟ͡ja]      | 'лягти'  | |
| Колтта-саамська | Колтта-саамська                | vuõˊlǧǧem | [vʲuɘlɟ͡ʝːɛm] | 'я піду' | Розрізняється від звуків [d͡ʒ], [ʒ] та [ʝ]. |
| Іспанська       | Кастильська                    | yate      | [ˈɟ͡jate̞]     | 'яхта'   | Лиш на початку складу. Вільно варіюється з фрикативним/апроксимантом /ʝ/ у інших частинах складу.                                              |